# Richard Turner (ingegnere)
Richard Turner (Dublino, 1798 – Dublino, 10 ottobre 1881) è stato un ingegnere e imprenditore irlandese produttore di serre.
È considerato uno dei più importanti designer di serre del suo tempo. Le sue opere comprendono la Palm House e la Temperate House nei Kew Gardens (con Decimus Burton), la serra nei Winter Gardens a Regent's Park a Londra, la Palm House ai Belfast Botanic Gardens e la Curvilinear Range all'Irish National Botanic Gardens, Glasnevin, Irlanda.

## Biografia
Turner nacque a Dublino intorno al 1798, figlio di un mercante Timothy Turner e Catherine (nata Sissons). Sia suo nonno che suo bisnonno erano fabbri, il più anziano dei quali lavorava nella casa del prevosto al Trinity College di Dublino. Turner ereditò le ferriere da suo zio, anch'egli di nome Richard Turner e divenne uno speculatore immobiliare, costruendo case su Pembroke Road, Leeson Street e Rathmines Road a Dublino. Tutte le case erano note per le loro lunette geometriche. Sposò Jane Goodshaw nel 1816 e la coppia ebbe almeno 10 figli.

## Lavori di fonderia di ferro

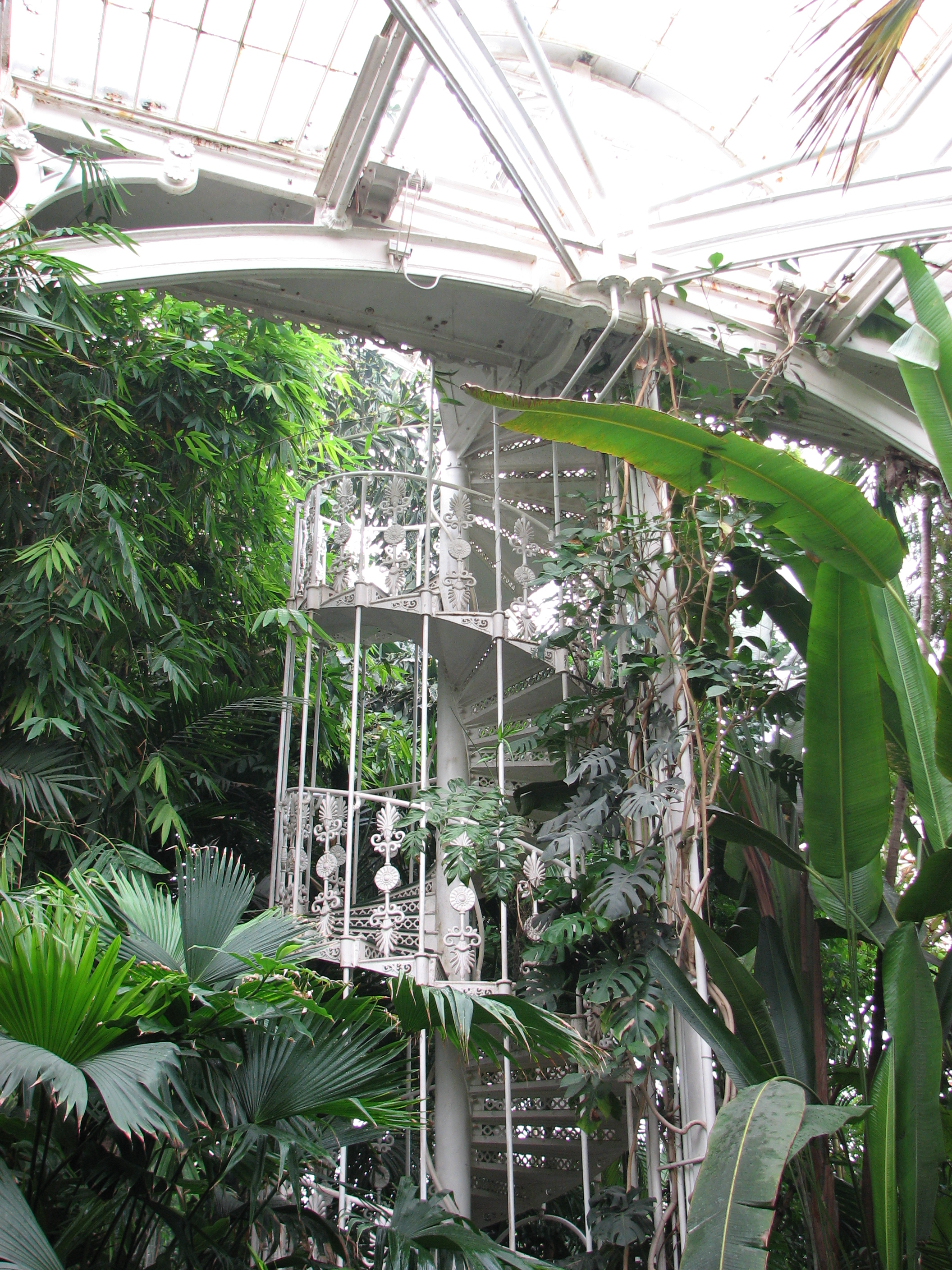
Temperate House, Kew Gardens, Londra

La prima serra conosciuta di Turner venne costruita nel 1833 a Colebrooke, nella contea di Fermanagh. Nel 1834 fondò la ferriera Hammersmith a Ballsbridge. Fu da qui che realizzò le strutture in ferro più leggere dell'epoca utilizzando centine in ferro battuto collegate con tubi di ghisa. Uno dei suoi principali mecenati fu Ninian Niven, il direttore dei Giardini botanici nazionali di Glasnevin. Turner costruì il lato est della Palm House per i Kew Gardens nel 1834, e potenzialmente la versione in miniatura che è attaccata alla casa di Niven a Monkstown.
Progettò e costruì i capannoni ferroviari a Westland Row e al Broadstone a Dublino e Lime Street a Liverpool, ma si dedicò anche alla progettazione e produzione di ringhiere, caldaie, cisterne e letti. La sua voce nell'elenco di Thom per il 1849 lo descrive come "fabbricante di cancelli in ferro battuto, giardini d'inverno, strutture ferroviarie, serre ecc. e ingegnere dell'acqua calda", indicando l'ampia gamma di attività che l'azienda intraprendeva.
Turner partecipò al concorso iniziale per i progetti per l'Esposizione internazionale di Londra del 1851 e su 233 opere vinse il secondo premio insieme a una candidatura di Hector Horeau. Il progetto poi realizzato fu "The Crystal Palace" di Joseph Paxton.

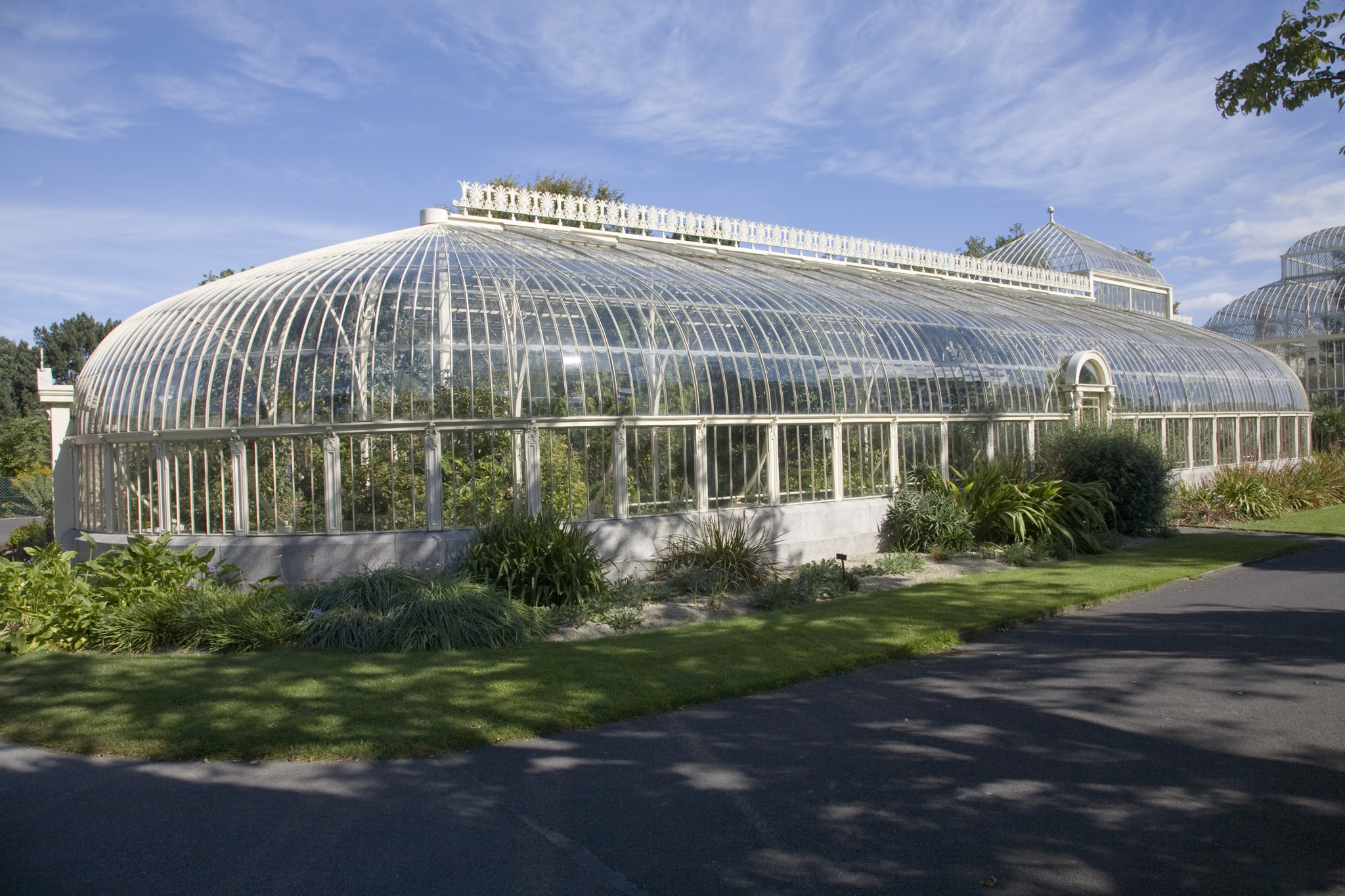
Serre di Turner all'Irish National Botanic Gardens

## Officina
La sede di Turner, dal 1830, era a Hammersmith Works, Ballsbridge. Il sito divenne in seguito di proprietà dell'impresa edile G&amp;T Crampton fino al 1963, ed è ora sede degli uffici di Hume House. Nel Topographical Dictionary of Ireland del 1837 di Samuel Lewis, egli descrive le nuove opere di Hammersmith come parte della voce "Ball's-Bridge" come segue: "Vicino al villaggio si trovano le ferriere di Hammersmith, fondate nel 1834 da Mr. R. Turner: la parte anteriore di questo vasto stabilimento è lunga 60 metri, presentando una bella facciata verso la strada; e sul retro sono numerose case di abitazione per gli operai, che sono chiamate le case di Hammersmith. La strada su cui si trovano queste opere è stata notevolmente migliorata; sono stati formati ampi sentieri pedonali, e il tutto è illuminato a gas. Quasi attigui alle opere sono i giardini botanici appartenenti al Trinity College".

## Opere selezionate
- Marlfield, Clonmel, contea di Tipperary (1835–40)
- Bellvue a Enniskillen (1835)
- Le ali della Palm House ai Belfast Botanic Gardens (1839–40)
- Temperate House, Kew Gardens con Decimus Burton
- Palm House, Kew Gardens con Burton
- Waterlily House, Kew Gardens con Burton
- Il giardino d'inverno a Regent's Park, Londra (1845) smantellato nel 1932
- Tetti alla stazione ferroviaria di Dublino Broadstone (1847)
- Rath House, Ballybrittas, contea di Laois (1847–50)[2]